# Голіок (Массачусетс)
Голіок (англ. Holyoke) — місто (англ. city) в США, в окрузі Гемпден штату Массачусетс. Населення — 38 238 осіб (2020). У місті найвищий відсоток пуерториканців у США (за межею Пуерто-Рико) — 36,5 %.
Місто розташоване на річці Коннектикут північно-західніше Спрінґфілда, з яким входить в одну агломерацію.
Голіок є місцем винаходу волейболу. У 1895 році після зустрічі з винахідником баскетболу Вільям Морган придумав правила іншої популярної нині командної гри. Тут розташований міжнародний Волейбольний зал слави.

## Географія
Голіок розташований за координатами 42°12′42″ пн. ш. 72°38′33″ зх. д. / 42.21167° пн. ш. 72.64250° зх. д. (42.211656, -72.642448). За даними Бюро перепису населення США в 2010 році місто мало площу 59,14 км², з яких 55,12 км² — суходіл та 4,03 км² — водойми.

## Демографія
Згідно з переписом 2010 року, у місті мешкало 39 880 осіб у 15 361 домогосподарстві у складі 9329 родин. Густота населення становила 674 особи/км². Було 16384 помешкання (277/км²).
Расовий склад населення:
| - 66,0 % — білих - 4,7 % — чорних або афроамериканців - 1,1 % — азіатів - 0,8 % — корінних американців - 0,1 % — вихідців з тихоокеанських островів - 23,5 % — осіб інших рас |

До двох чи більше рас належало 3,9 %. Частка іспаномовних становила 48,4 % від усіх жителів.
За віковим діапазоном населення розподілялося таким чином: 26,4 % — особи молодші 18 років, 59,4 % — особи у віці 18—64 років, 14,2 % — особи у віці 65 років та старші. Медіана віку мешканця становила 35,0 року. На 100 осіб жіночої статі у місті припадало 88,3 чоловіків; на 100 жінок у віці від 18 років та старших — 83,4 чоловіків також старших 18 років.
Середній дохід на одне домашнє господарство становив 55 058 доларів США (медіана — 36 608), а середній дохід на одну сім'ю — 61 142 долари (медіана — 41 194). Медіана доходів становила 43 902 долари для чоловіків та 40 988 доларів для жінок. За межею бідності перебувало 28,8 % осіб, у тому числі 45,9 % дітей у віці до 18 років та 17,9 % осіб у віці 65 років та старших.
Цивільне працевлаштоване населення становило 16 296 осіб. Основні галузі зайнятості: освіта, охорона здоров'я та соціальна допомога — 34,4 %, роздрібна торгівля — 11,3 %, виробництво — 10,6 %.

## Історія
Саме місто було засноване в 1745 році, хоча перші європейські поселення в цьому районі відомі ще з 1633 року. Назву місто отримало на честь Е. Голіока, що досліджував цю місцевість в XVII столітті.

## Галерея

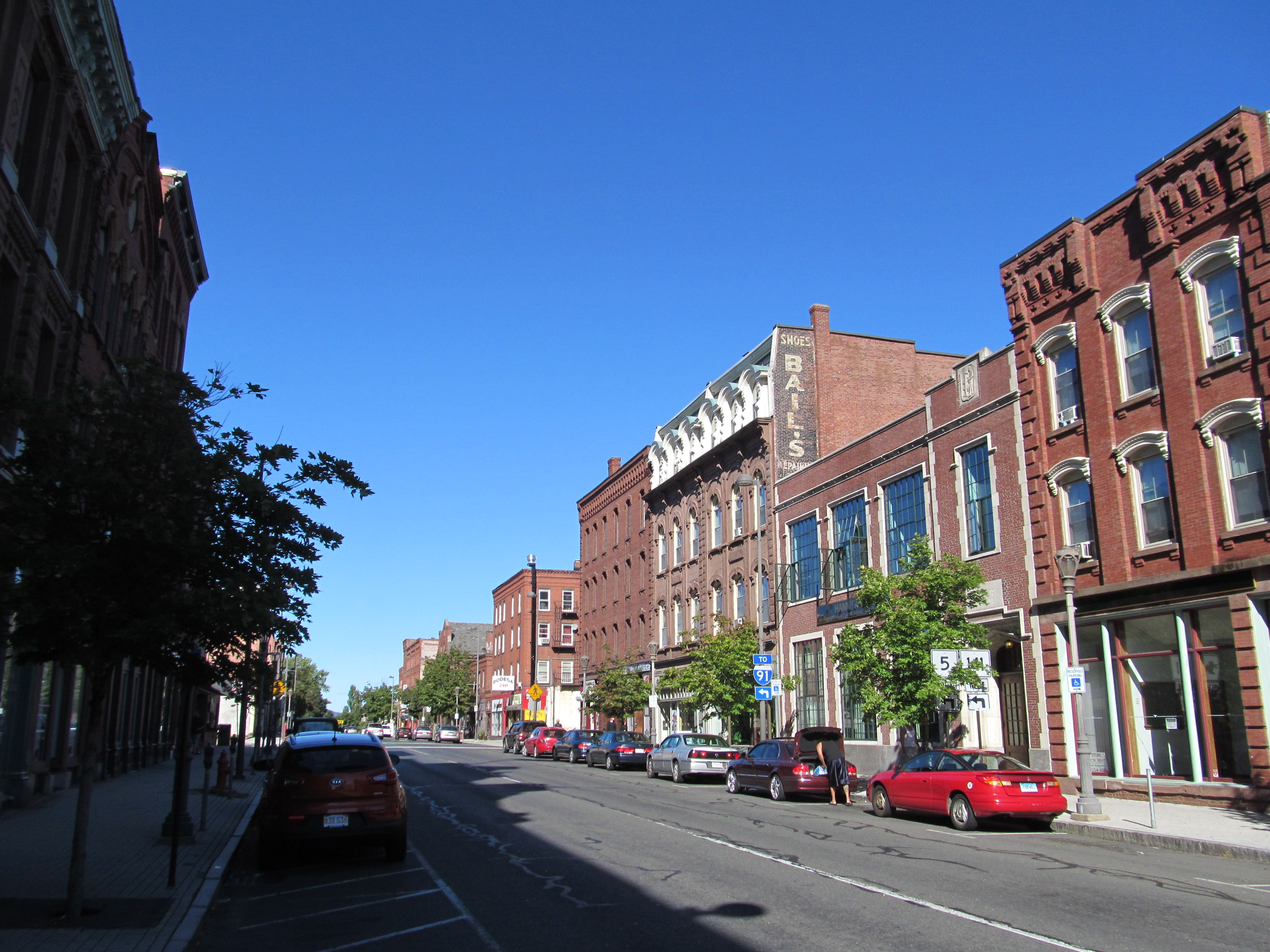
Вулиця North High Street